# Chiesa di Sant'Antonio (Campiglia Marittima)
La chiesa di Sant'Antonio è un edificio sacro che si trova a Campiglia Marittima.

## Storia e descrizione
Documentata dal secolo XVI, è un edificio ad aula unica, con facciata a capanna nella quale si apre la porta di accesso, sormontata da un architrave datato 1732.
L'ingresso è preceduto da un piccolo atrio e lungo le pareti delle navate sono disposte alcune lastre con iscrizioni che ricordano i membri della famiglia Del Mancino, sepolti nella chiesa.

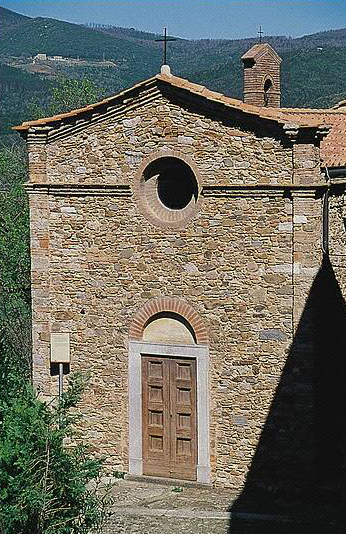
L'esterno della chiesa prima dell'ultimo restauro